# Kurîlivka, Korop
Kurîlivka (în ucraineană Курилівка) este un sat în comuna Mezîn din raionul Korop, regiunea Cernihiv, Ucraina.

## Demografie
Componența lingvistică a localității Kurîlivka
     Ucraineană (95,69%)
     Rusă (4,31%)
Conform recensământului din 2001, majoritatea populației localității Kurîlivka era vorbitoare de ucraineană (95,69%), existând în minoritate și vorbitori de rusă (4,31%).